# I Shall Exterminate Everything Around Me That Restricts Me From Being the Master
 (février 2022).
I Shall Exterminate Everything Around Me That Restricts Me From Being the Master est le quatrième album du groupe de rock Electric Six, originaire de Détroit. L'album offre un son beaucoup plus électrique que le précédent. Le groupe a changé d'ailleurs intégré de façon permanente Keith Thompson (surnommé Smorgasbord) du groupe Johnny Headband, à la basse. Les 3 albums suivants, Flashy, Kill et Zodiac semblent continuer dans la même direction musicale sans forcément se répéter.
Dick Valentine, chanteur du groupe, était content de la libre créativité dont le groupe a bénéficié depuis le changement de label du groupe au moment d'enregistrer Switzerland, leur 3e album, ce qui changeait des engagements contractuels auxquels ils étaient sujets sur les albums Fire et Señor Smoke, qui par exemple les ont obligés à reprendre Radio Gaga de Queen alors qu'ils n'en avaient aucune envie.

## Liste des titres
L'album contient 16 titres :
1. It's Showtime!
2. Down at McDonnellzzz
3. Dance Pattern
4. Rip It!
5. Feed My Fuckin' Habit
6. Riding On The White Train
7. Broken Machine
8. When I Get To The Green Building
9. Randy's Hot Tonight
10. Kukuxumusu
11. I Don't Like You
12. Lucifer Airlines
13. Lenny Kravitz
14. Fabulous People
15. Sexy Trash
16. Dirty Looks